# The Sound of Silence
The Sound of Silence è una canzone del 1964 composta da Paul Simon, pubblicata sia da Simon stesso sia dal duo Simon & Garfunkel.

## Descrizione
La canzone venne originariamente registrata come pezzo acustico per il primo album del duo, Wednesday Morning, 3 A.M., del 1964.
Dopo aver registrato il loro primo album, il duo si sciolse e Simon si recò in Inghilterra per buona parte del 1965, dove si esibì in alcuni concerti da solista, e registrò il pezzo per la seconda volta per il suo LP solista nel maggio 1965 registrato a Londra, The Paul Simon Songbook. Nel frattempo, il produttore di Simon and Garfunkel alla Columbia Records a New York, Tom Wilson, aveva appreso che la canzone aveva cominciato ad essere trasmessa alla radio a Boston, Massachusetts, Gainesville e a Cocoa Beach, Florida. 
Il 15 giugno 1965, subito dopo la registrazione di Like a Rolling Stone di Bob Dylan, sovrappose alla traccia originale parti di chitarra elettrica (suonata da Al Gorgoni), basso (Bob Bushnell) e batteria (Bobby Gregg), e ne fece un singolo senza aver nemmeno consultato i due artisti. La canzone entrò così nelle classifiche pop degli USA nel settembre 1965, e l'anno seguente il singolo scalò lentamente le classifiche e il 1º gennaio 1966 il singolo raggiunge la prima posizione nella Billboard Hot 100 per due settimane, la terza in Austria ed Australia, la quinta in Irlanda e la nona in Germania e Regno Unito; nel 1968 il brano arriva primo per due settimane anche in Giappone.
La canzone fu quindi inclusa nel secondo album del duo del 1966, Sounds of Silence. Nella canzone Paul Simon suona la chitarra acustica, mentre a cantare sono sia lui sia Art Garfunkel. Inizialmente la canzone era intitolata The Sounds of Silence, ed è con questo nome che è apparsa sui primi album e sul singolo. Nelle raccolte successive il titolo fu cambiato in The Sound of Silence. Entrambe le forme del nome sono presenti nel testo della canzone.
Il brano fu usato nel film Il laureato, e appare nei titoli iniziali, nella scena della piscina con Dustin Hoffman (esecuzione integrale) e durante la parte finale; inoltre, appare anche nel film Bobby, che narra di alcune persone che si trovavano nell'albergo dove Robert "Bobby" Kennedy fu ucciso, durante le 24 ore antecedenti il delitto. Nel film, la canzone si sente dopo l'assassinio. Appare anche nel film Watchmen, durante il funerale di uno dei personaggi, il Comico.
La canzone è stata eseguita al Ground Zero Memorial di New York dallo stesso Paul Simon accompagnandosi con la sola chitarra acustica, in un clima di grande commozione, durante la Celebrazione del 10º anniversario dell'attentato dell'11 settembre 2001.

## Significato
Sebbene sia diffusa la convinzione che la canzone fosse stata scritta da Paul Simon in seguito all'assassinio del Presidente degli Stati Uniti John F. Kennedy, avvenuto il 22 novembre 1963, le note di Art Garfunkel sul retro di copertina dell'album Wednesday Morning, 3 A.M. indicano che la musica non fu scritta nel novembre 1963, bensì il 19 febbraio 1964, quando "la canzone praticamente si era scritta da sola". Non si può quindi sostenere con certezza che Simon concepì la canzone come un modo di rappresentare il trauma provato da molti statunitensi causato dall'improvvisa morte di un leader vigoroso e idealista. Piuttosto, come ricorda Garfunkel, il tema della canzone è l'incapacità dell'uomo di comunicare, con un titolo e un testo intrisi della ben nota passione di Simon per gli ossimori.
Si è anche ipotizzato che in fase di scrittura il testo sia stato ispirato dal caso dell'omicidio di Kitty Genovese, una ragazza che nel marzo del 1964 venne assassinata per le strade di New York ed alla cui morte assistettero almeno 38 persone senza che nessuno intervenisse o chiamasse aiuto. La canzone da questo spunto rappresenterebbe una critica all'apatia dell'uomo contemporaneo, al silenzio di fronte al male e al ruolo in queste situazioni della televisione definita "dio al neon". In ogni caso il grande e lungo strascico mediatico che ebbe l'evento probabilmente contribuì al successo della sua canzone alla sua uscita vista più o meno volontariamente come un riferimento all'evento.
Anni dopo, Paul Simon affermò in un'intervista che il verso iniziale "Hello darkness, my old friend" deriva dal fatto che nel periodo in cui la scrisse trovava conciliante scrivere e comporre stando chiuso e al buio nel bagno della sua abitazione.

## Cover
Il brano è stato ripreso da innumerevoli artisti e in varie lingue. Ancor prima del successo della versione originale, fu ripresa dal duo irlandese The Bachelors nel 1966, mentre è del 1971 una versione in svedese di Frida. Nel 1978 uscì una delle versioni in francese (La Voix du silence) di Richard Anthony, anno nel quale anche i The Dickies cantarono la loro versione. Nel 1986 fu interpretata dal gruppo prog metal Heir Apparent. Nel 1995 Anna Maria Di Marco e Stefania Del Prete, vocalist per Ilaria Galassi e Antonella Mosetti, eseguono una cover per la compilation Non è la Rai gran finale. Del 1996 sono le cover della cantante islandese Emilíana Torrini e della filippina Regine Velasquez, del 1999 e del 2000 quelle dei gruppi tedeschi Gregorian e Atrocity e del gruppo statunitense Nevermore. Anche nel corso del XXI secolo la canzone è stata ripresa da diversi artisti, tra i quali Brooke Fraser, Sharleen Spiteri, Ivana Spagna, Bananarama, Pat Metheny, Alizée, Nick & Simon, Kina Grannis, Disturbed e Clara e Il Volo nel 2025 al Festival di Sanremo 2025 nella serata dedicata alle cover. La versione dei Disturbed, il cui video musicale del 2015 ha raccolto in pochi anni su YouTube oltre settecentocinquanta milioni di visualizzazioni e oltre quattro milioni e mezzo di 'like', è stato usato anche come colonna sonora di un video dedicato al lockdown imposto dalla pandemia di COVID-19 nel 2020. Il video e la versione dei Disturbed, inoltre, ha ispirato varie parodie che ne hanno ripreso lo stile musicale e visivo, riscuotendo a loro volta un discreto successo.
In italiano già nel 1966 il paroliere Carlo Rossi scrisse un testo intitolato La tua immagine, che si discostava nelle tematiche dall'originale (si trattava infatti di un testo d'amore); la canzone fu incisa da molti artisti, tra cui i più noti sono Mike Liddell e gli Atomi (nel 1966), Luisa Casali (nel 1967) e Dino (nel 1968). Bruno Lauzi scrisse invece un testo più aderente all'originale, intitolato Il suono del silenzio; questa versione fu incisa nel 1975 da Adriano Pappalardo nel suo album Mi basta così. Esiste anche una versione in sardo, dal titolo Deo ti gheria Maria, scaturita dalla collaborazione tra Al Di Meola e Andrea Parodi nel 2005, ascoltabile nell'album Midsummer Night in Sardinia.
Tra altre versioni in altre lingue diverse dall'inglese ci sono le versioni in spagnolo di Jorge Córcega e dell'argentino Sergio Denis e, in francese quelle di Marie Laforêt e Georges Chatelain del 1966, mentre del 2004 è la cover di Stéphane Pompougnac. In svedese, oltre a Frida, l'ha incisa Tommy Körberg, e in tedesco, con il titolo Der Raum des Schweigens, Bernd Clüver.